# Mukositis
Die Mukositis ist eine Entzündung der Schleimhaut (Mukosa). Sie tritt häufig im Rahmen einer Chemo- oder Strahlentherapie als sogenannte radiogene Mukositis auf und kann den gesamten Verdauungstrakt betreffen. Eine Krebsbehandlung richtet sich gezielt gegen Zellen mit einer hohen Teilungs- bzw. Regenerationsrate. Dies sind neben den Krebszellen auch die Schleimhautzellen.

## Mukositis in der Krebstherapie
Die gewebszerstörende Wirkung einer Strahlentherapie hat Auswirkungen auf die Schleimhaut, die Geschmackspapillen, die Zähne und den Zahnhalteapparat, auf die Weichgewebe, die Muskulatur, die Kiefergelenke und die Speicheldrüsen. Als Nebenwirkungen der Radio(chemo)therapie im Kopf-Hals-Bereich manifestieren sich die Mucositis enoralis, Mundtrockenheit (Xerostomie) und Geschmacksveränderungen.  Es kann sich nachfolgend eine Schleimhautatrophie, Ulzera, eine Strahlenkaries und Kieferklemme (Trismus) bilden. Reaktive Sauerstoffspezies regen in einer kaskadenartigen Reaktionsfolge weitere Zellfaktoren an, die die körpereigenen Zellen zerstören. Zuerst kommt es nur zu einer Entzündung des Deckgewebes (Epithels). In der Folge wird das Gewebe  immer weiter zerstört, wodurch Ulzera entstehen können. Bakterien, Pilze und Viren besiedeln im Übermaß die Schleimhaut. Im Verlauf der Therapie stellt die äußerst schmerzhafte Mukositis die größte Beeinträchtigung der Lebensqualität der Patienten dar und limitiert oft die onkologische Behandlung, wodurch die Tumorheilungschancen verringert werden.

## Klassifikation

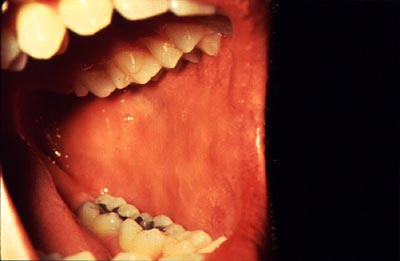
Bukkale Mukosa (Wangenschleimhaut) – Grad 0

Der Arbeitskreis supportive Maßnahmen in der Onkologie (ASO) hat unter Bezugnahme auf die Radiation Therapy Oncology Group (RTOG) und die European Organisation for Research and Treatment of Cancer  (EORTC) folgende Einteilung der Mukositiden vorgenommen:
| Grad | Symptomatik                                                      |
| ---- | ---------------------------------------------------------------- |
| 0    | keine Veränderung                                                |
| I    | geringe Rötung (keine Aphthen, keine Ulzera)                     |
| II   | fleckförmige Mukositis, evtl. Aphthen (keine Ulcera)             |
| III  | konfluierende, fibrinöse Mukositis, evtl. Aphthen (keine Ulzera) |
| IV   | Ulzeration, Nekrose, Spontanblutung                              |

## Häufigkeit
Die Mukositis tritt unterschiedlich häufig nach Chemo- und Strahlentherapie auf:
- 40 % bei Standardchemotherapie
- 75 % bei Hochdosischemotherapie
- 70–80 % bei Knochenmarktransplantation
- 85–100 % bei Bestrahlung im Kopf-/Halsbereich

## Prävention und Therapie
Vor einer Strahlentherapie soll eine umfassende Zahnsanierung, einschließlich notwendiger Zahnextraktionen erfolgen. Während der Strahlentherapie muss eine intensive Mundhygiene, gegebenenfalls mit täglicher professioneller Zahnreinigung und regelmäßigen Mundspülungen nach jeder Nahrungsaufnahme erfolgen. Zusätzliche Reizfaktoren wie Alkohol, Nikotin, extrem kalte, sehr heiße, sowie säurehaltige oder stark gewürzte Speisen und Getränke müssen vermieden werden. Während und nach den Bestrahlungen dürfen – bis zu einem halben Jahr – keine schleimhautgetragenen Prothesen getragen werden. Schleimhautretraktoren  („Strahlenschutzschienen“) sollen während der Bestrahlung getragen werden. Häufig wird eine lokale und systemische Schmerztherapie, Antibiose und Antimykose notwendig sein. Medikamentös kann ein Fibroblasten-Wachstumsfaktor (Palifermin) verordnet werden.
Bei einer notwendigen Chemotherapie in der Onkologie sollen zur Vorbeugung einer ausgeprägten Mukositis mehrere Lokalanästhesien mit Vasokonstriktor im Mund-/Kieferbereich verabreicht werden, wodurch eine Anflutung des Chemotherapeutikums in die Schleimhaut vermindert wird. Zusätzlich kann eine dreißigminütige Kältetherapie mittels Lutschen von Eiswürfeln vor der Bestrahlung die lokale Vasokonstriktion bei der Strahlentherapie verstärken. Die dadurch erreichte Sauerstoffunterversorgung des Gewebes vermindert die zelluläre Strahlenempfindlichkeit.
Die individuelle 3-D-Bestrahlungsplanung führt zu einer besseren Schonung der Mundschleimhäute. (Evidenzgrad II B)
Die symptomatische Therapie beinhaltet vorwiegend die Schmerztherapie. Eine ausreichende Schmerztherapie entsprechend den WHO-Guidelines wird empfohlen, beginnend mit topischen Analgetika bis zur Opioidtherapie.
- Systemische Analgesie. Die patientenkontrollierte Morphintherapie ist die Schmerztherapie der Wahl bei Mukositis unter Hochdosis-Chemotherapie mit Stammzelltransplantation. (Evidenzlevel I B)
- Topische Analgesie: Benzydamin und Morphin können erwogen werden. Benzydamin wird topisch angewandt, zeigt einen antiinflammatorischen, analgetischen und antimikrobiellen Effekt. Randomisierte kontrollierte klinische Studien belegen eine Reduzierung der Frequenz und Intensität der Ulcerationen und Schmerzen bei radiogener Mukositis. (Evidenzgrad I A)[6]

### Prophylaxe und Therapie der gastrointestinalen Mukositis
Die Gabe von 2 × 500 mg Sulfasalazin per os minimiert die Inzidenz und Schwere der radiogenen Enteritis. (Evidenzgrad II B). Sucralfat-Einläufe werden zur Therapie der chronischen radiogenen Proktitis bei Patienten mit rektalen Blutungen empfohlen. (Evidenzgrad II A)

### Prophylaxe unter Chemotherapie (keine Hochdosisprotokolle)
- Ranitidin und Omeprazol werden zur Prophylaxe unter Chemotherapie mit CMF empfohlen. (Evidenzgrad II A)
- Octreotide werden bei Versagen von Loperamid in einer Dosierung von 100 μg s. c. 2-mal täglich empfohlen. (Evidenzgrad II A)[6]

### Prophylaxe unter Radio-Chemotherapie
- Amifostin wird für die Prophylaxe der Ösophagitis unter Radio-Chemotherapie empfohlen. (Evidenzgrad III C)[6]

## Periimplantäre Mukositis
Initial geht einer Periimplantitis meist eine Mukositis voraus, eine Entzündung der den Implantathals umgebenden Mukosa, wobei der Übergang von der Mukositis zur Periimplantitis fließend ist. Die Therapie besteht aus einem Débridement, einer mechanischen Reinigung der Implantatoberfläche. Der zusätzliche Einsatz von lokalen oder systemischen Antibiotika oder Desinfizienzien, wie beispielsweise Chlorhexidindigluconat, ergab keine Therapieverbesserung.

## Mukositis bei reduziertem Allgemeinzustand
Bei immunsupprimierten Patienten (nach Organtransplantation), Patienten mit Autoimmunerkrankungen oder Fehlfunktionen des Immunsystems, Patienten mit nicht-autoimmunen Entzündungsreaktionen (schweres allergisches Asthma) treten aufgrund der geschwächten Abwehr des Körpers in der Folge gehäuft Infektionen mit Pilzen, Viren oder Bakterien auf, die ihrerseits Entzündungen der Mund-, Rachen und Speiseröhrenschleimhaut hervorrufen können. Bei Patienten mit einem schlechten Allgemein- und Ernährungszustand, einem höheren Lebensalter und bereits bestehenden Problemen im Mundbereich (Parodontitis, schlecht sitzenden Prothesen), stark dehydrierte Personen, Patienten, die auf eine Gabe von Sauerstoff angewiesen sind und bei Patienten mit Magensonden besteht eine höhere Gefährdung, an einer Mukositis zu erkranken.